# Robert Hagemes
Robert Hagemes (Allentown, 17 agosto 1935 – Allentown, 26 giugno 2025) è stato un bobbista statunitense.

## Biografia
Vinse una medaglia di bronzo nel bob a quattro ai campionati mondiali, vittoria avvenuta nel 1957 (edizione tenutasi a St. Moritz, Svizzera) insieme ai connazionali Art Tyler, John Cole e Thomas Butler. Nell'edizione vennero superati dalla nazionale italiana e svizzera.